# Festività buddiste
Il calendario buddista è lunare e quindi il giorno delle varie festività cambia di anno in anno, rispetto al calendario gregoriano, in base ai pleniluni e ai noviluni. Va inoltre tenuto presente che le festività buddiste si differenziano tra le varie tradizioni e a volte anche tra le varie scuole.
Per la tradizione Theravāda il Capodanno è ad aprile e la festa più importante è certamente il Visakha Pūjā (Vesak), giorno in cui si ricorda la nascita, l'illuminazione e il parinirvāṇa del Buddha Shakyamuni e si festeggia di solito nel plenilunio di maggio. Altra ricorrenza importante è la festa di Asalha Puja, o festa del Dhamma, in cui si commemora il primo insegnamento del Buddha a Sarnath e si festeggia di solito nel plenilunio di giugno. La terza festa per rilevanza è quella del Magha Puja, o la festa del Sangha (monaci), che di solito si tiene nel giorno di luna piena del mese lunare di febbraio-marzo.
Secondo la tradizione Mahāyāna invece il Capodanno si celebra il novilunio che cade tra gennaio e febbraio. Le maggiori festività sono: la festa dell'Illuminazione o Giorno del Risveglio (8 dicembre); la festa della nascita di Buddha (maggio, una settimana prima del plenilunio) e Ullambana, festa che cade il plenilunio di agosto e celebra il Sangha e i defunti.
In Italia l'unica festività riconosciuta dallo Stato italiano secondo il testo dell'Intesa è il Vesak, in cui si ricordano i tre momenti fondamentali della vita del Buddha: la nascita, l'illuminazione e la morte. Si festeggia convenzionalmente l'ultimo fine settimana di maggio. Infatti, secondo la tradizione, Il principe Gautama Siddhartha nacque nel plenilunio di questo mese, sempre nello stesso plenilunio, trentacinque anni dopo, raggiunse l'illuminazione e all'età di ottant'anni morì negli stessi giorni di luna piena.